# Havnar Bóltfelag (kvinder)
Havnar Bóltfelag kvinder er kvindernes afdeling af fodboldklubben HB Tórshavn, en færøsk fodboldklub, hjemmehørende i Tórshavn, der blev etableret i 1904. Kvindernes afdeling af klubben blev etableret i 1985. Holdet har vundet næstflest færøske mesterskaber, næst efter KÍ Klaksvík. Klubben spiller i røde og sorte stribede trøjer. Deres stadion i Gundadalur i Tórshavn har en kapacitet på 4.000.

## Meritter
- Betri Deildin kvinnur
  - Mestre (7): 1986, 1988, 1989, 1993, 1994, 1995 og 1999
- Færøske kvinders pokalturnering i fodbold
  - Vindere (6): 1990, 1996, 1998, 1999, 2001 og 2019

## Aktuel trup
Opdateret pr. 4. maj 2020.
| Nr. | Land     | Position | Spiller                             |
| --- | -------- | -------- | ----------------------------------- |
|     | Færøerne | MM       | Eyðgerd Mikkelsen                   |
|     | Færøerne | FO       | Marjun undir Kletti                 |
|     | Færøerne | MI       | Julia Naomi Mortensen               |
|     | Færøerne | FO       | Sarita Maria Mittfoss               |
|     | Færøerne | AN       | Kára Djurhuus                       |
|     | Færøerne | FO       | Emma T. Stórá                       |
|     | Færøerne | FO       | Ása á Reynatúgvu (C)                |
|     | Færøerne | AN       | Julia Helena Dal Henriksen          |
|     | Færøerne | MI       | Rúna Jacobsen                       |
|     | Færøerne | AN       | Ása Stórá Carlsen                   |
|     | Færøerne | MI       | Sunniva Willlemoes Dal Christiansen |

| Nr. | Land     | Position | Spiller                        |
| --- | -------- | -------- | ------------------------------ |
|     | Færøerne | FO       | Jónvá Hentze                   |
|     | Færøerne | MI       | Vár Dam                        |
|     | Færøerne | MI       | Sara Samson Lamhauge           |
|     | Færøerne | MI       | Beinta Valborg Mohr Jensen     |
|     | Færøerne | FO       | Tinna Av Skardi                |
|     | Færøerne | AN       | Elin Maria Isaksen             |
|     | Færøerne | AN       | Rebekka Benbakoura             |
|     | Færøerne | MM       | Barba Svabo Hansen             |
|     | Færøerne | FO       | Poula Andreasen                |
|     | Færøerne | MM       | Gunnvá Lützen                  |
|     | Færøerne | MI       | Súsanna Hjørdis Tummasardóttir |